# Nordsee-Zeitung

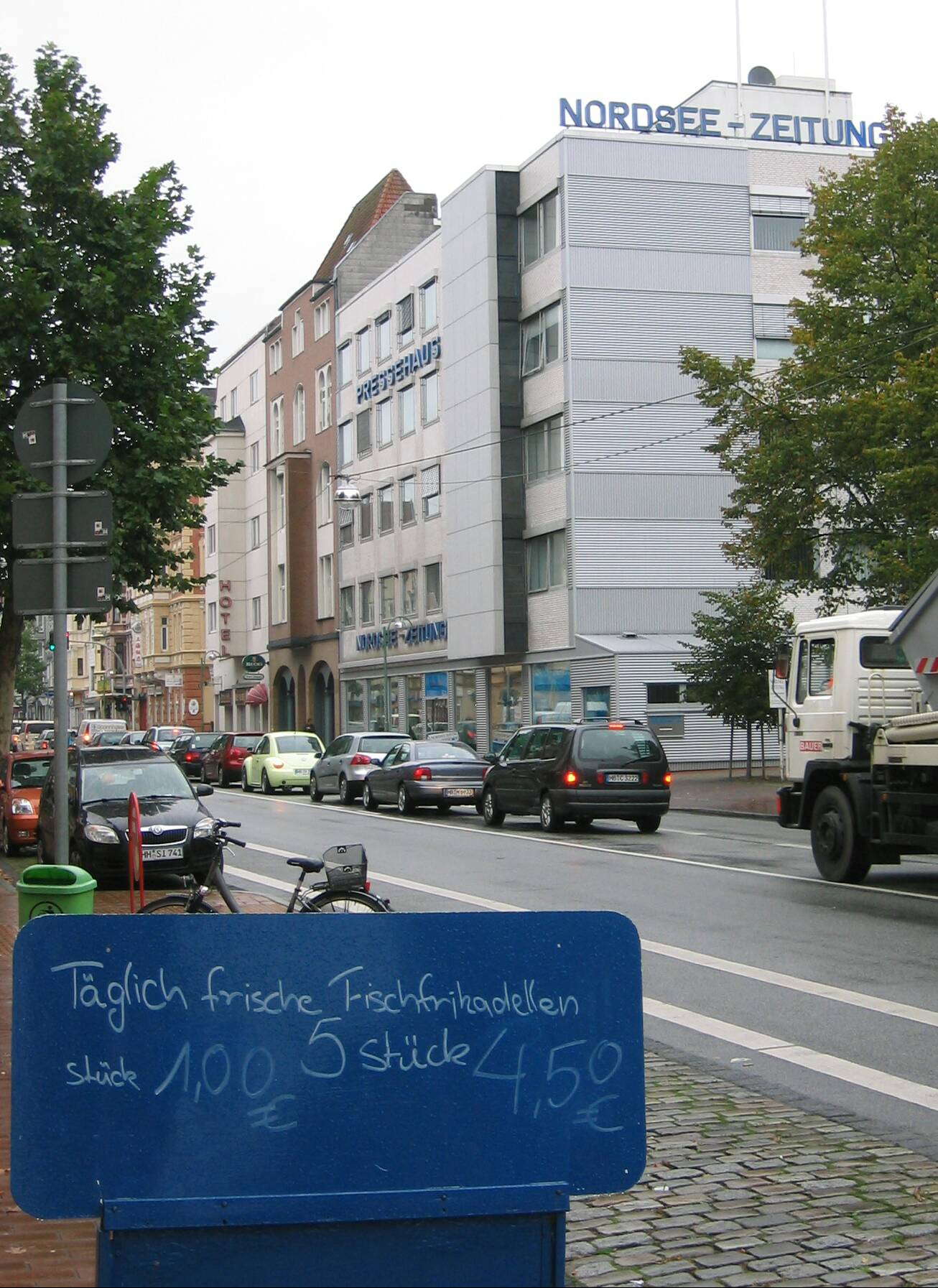
Das Gebäude der Nordsee-Zeitung in Bremerhaven

Die Nordsee-Zeitung (NZ) ist die einzige lokale Tageszeitung in Bremerhaven. Im Landkreis Cuxhaven gibt es darüber hinaus im Norden die Cuxhavener Nachrichten und im Süden das Osterholzer Kreisblatt. Die verkaufte Auflage beträgt 31.559 Exemplare, ein Minus von 58 Prozent seit 1998.

## Geschichte

Nordsee-Zeitung 1871

Nordsee-Zeitung 1898

Johann Bohls und A. E. Lachmann gründeten die Nordsee-Zeitung 1866 in Geestemünde an der Unterweser. Die bürgerlich-freisinnige Zeitung wurde 1901 an die Provinzial-Zeitung in Geestemünde verkauft.
Am 25. Juni 1895 gründeten der Zigarrenfabrikant Wilhelm Schnibbe, der Kapitän und Direktor des Heuerbüros des Norddeutschen Lloyds Carl Wiegand und der Bankdirektor Carl Schröder mit 149 anderen Partnern für den Unterweserraum die Bremerhavener Zeitung in Bremerhaven. Am 28. Juli 1895 erhielt sie den Namen Nordwestdeutsche Zeitung. Josef Ditzen, der vorher Chefredakteur der Provinzial-Zeitung im damals selbständigen Lehe war, wurde ab 5. Mai 1896 zum Geschäftsführer der späteren Nordsee-Zeitung bestellt. Sie war politisch überparteilich und liberal; und trug den Namen Nordwestdeutsche Zeitung – heute noch im Untertitel. Ditzen hatte seine Tätigkeit schon Ende Juli 1895 aufgenommen. Am 11. August 1895 erschien die erste Ausgabe der Zeitung mit einer Auflage von 20.000 Exemplaren, die sieben Wochen lang kostenlos verteilt wurde.
1900 veröffentlichte sie die sogenannte Hunnenrede des Kaisers Wilhelm II. vom 27. Juli in Bremerhaven zur Verabschiedung des deutschen Ostasiatischen Expeditionskorps zur Niederschlagung des Boxeraufstandes im Kaiserreich China. Die Rede löste international und im Deutschen Reich erhebliche Kritik aus. Der Abdruck machte die Zeitung in Deutschland bekannt.
1913 kaufte der Verlag die Unterweser-Zeitung und nannte sich jetzt Nordwestdeutsche Zeitung, Zeitungsverlag und Druckerei GmbH. Die Zeitung hatte eine Auflage von ca. 17.500 Exemplaren. 1931 übernahm der Sohn Kurt Ditzen den Verlag. Die Zeitung war nunmehr bürgerlich/konservativ ausgerichtet mit einer Auflage von um die 21.500 Exemplaren.
Anlässlich der Bücherverbrennung in Bremerhaven am 6. Mai 1933, vier Tage vor den Aktionen im Reich, stellte sich die Nordwestdeutsche Zeitung ihren Lesern am 12. Mai als Zeitung vor, die „sich aus innerer Überzeugung heraus voll und ganz hinter den Reichskanzler Adolf Hitler und die nationale Bewegung gestellt“ hat. Sie gab auch den Hinweis, „daß ihr Kapital niemals in jüdischen oder ausländischen Händen gewesen sei und sich […] nie ein Jude unter den Redakteuren, Angestellten und Arbeitern befunden habe“.
Seit 1935 war Ditzen persönlich haftender Gesellschafter des Nordwestdeutschen Verlages Ditzen & Co KG. 1937 trat Ditzen der NSDAP bei. Im Zweiten Weltkrieg wurden Teile der Firma nach Wremen und in die Hafenstraße 140 in Bremerhaven-Lehe verlegt. Am 7. Mai 1945 erschien die letzte Ausgabe der Zeitung.
Nach dem Krieg erhielt Verleger Kurt Ditzen auf Grund seiner Mitgliedschaft in der NSDAP durch die Militärregierung in der Amerikanischen Besatzungszone keine Lizenz zur Herausgabe einer Zeitung. Ditzen verpachtete den Betrieb auf fünf Jahre an die im Oktober 1947 von den Lizenzträgern Bruno Stöwsand und Walter Gong neu herausgegebene Nordsee-Zeitung. Nachdem Ditzen 1948 im Entnazifizierungsverfahren dann als entlastet eingestuft wurde, übernahm er 1949 wieder den Verlag. Stöwsand blieb bis 1957 Chefredakteur und war danach bis 1975 Verlagsleiter und Mitglied der Geschäftsleitung der Zeitung.
Von September 1949 an arbeitete die Nordsee-Zeitung bis Anfang der 1970er Jahre mit den bürgerlichen Bremer Nachrichten zusammen. Eine Zeitlang erschien die Zeitung in Bremen unter dem Titel „Bremer Nachrichten mit Nordsee-Zeitung“.
Joachim Ditzen-Blanke – Adoptivsohn von Kurt Ditzen – wurde 1965 Mitverleger und 1982 Alleinverleger. Von 2000 bis zu ihrem Tod im Januar 2012 war seine Ehefrau, Roswitha Ditzen-Blanke, Alleinverlegerin.
Von 1967 bis 1982 prägte Rudolf Dahmen als Chefredakteur der Nordsee-Zeitung den Stil der Tageszeitung als überparteiliches Blatt. 1971 schlossen Verleger Ditzen-Blanke und Chefredakteur Dahmen langfristige technische und redaktionelle Kooperationsverträge mit den Zeitungsverlagen in Nordenham, Bremervörde, Zeven, Otterndorf und Cuxhaven sowie mit dem Stader Zeitungsverlag (Stader Tageblatt, Buxtehuder Tageblatt und Altländer Tageblatt).
Die Weichenstellung in der Unternehmensnachfolge war bereits seit 2002 vorbereitet worden. Seit 2007 verantwortete Matthias Ditzen-Blanke, wiederum Adoptivsohn von Joachim Ditzen-Blanke, wesentliche Unternehmensteile der Ditzen GmbH & Co. Unter seiner Führung erfolgte 2007 die innovative Ausgestaltung und Realisierung des Druckzentrums Nordsee sowie 2008 der Umbau der Redaktionsorganisation unter Einführung der neuen Blatt- und Seitenkonzeption. Seit dem Tod von Roswitha Ditzen-Blanke verantwortet er als Verleger die unternehmerische Ausrichtung der Verlage der Ditzen-Gruppe und bereitet diese auf die digitale Zukunft vor.
Von Juni 2005 bis Dezember 2014 war Jost Lübben Chefredakteur, der schon seit 1984 für die Nordsee-Zeitung gearbeitet und über ihre Anfänge 1992 seine Magisterarbeit und 1998 seine Dissertation geschrieben hatte.
Ab Oktober 2009 erscheint die Nordsee-Zeitung in einem Layout, das von dem Diplom-Designer Peter Johansmeier erarbeitet worden ist.
Im Herbst 2013 wurde der Internetauftritt der Nordsee-Zeitung überarbeitet, seitdem sorgt eine Paywall dafür, dass ein Großteil der redaktionellen Inhalte nur noch nach Zahlung einer Gebühr lesbar ist – auch für Abonnenten der gedruckten Ausgabe.
Mit einer deutlich stärkeren Orientierung auf digitale Entwicklungen und innovative Cross-Media-Themen besetzte die Nordsee-Zeitung die Stelle des Chefredakteurs neu. Seit Januar 2015 hatte Christian Klose für die Nordsee-Zeitung, Kreiszeitung Wesermarsch und Zevener Zeitung die Position von Dr. Jost Lübben übernommen. Klose baute die Zeitung mit sublokaler Ausrichtung und Mantelredaktion vor allem im digitalen Umfeld weiter um und aus. Ende September 2017 wechselte Klose als Stellvertretender Chefredakteur zur Heilbronner Stimme.
Am 1. November 2017 trat Christoph Linne als Chefredakteur die Nachfolge von Christian Klose an.
Am 4. Juli 2020 hat sich die Zeitung „inhaltlich und organisatorisch auf eine neue Normalität“ eingestellt. Es gibt wieder „separate Lokalteile für Bremerhaven und den Landkreis“, die Blickpunktseiten folgen auf den Lokalteil Bremerhaven, die „Service-Übersicht mit Zahlen, Fakten und Tipps erscheint … mittwochs und samstags“. Der Landkreisteil besteht täglich aus zwei bis drei Seiten, der Stadtteil aus drei bis vier Seiten, der Sportteil auf vier Seiten. Artikel von freien Mitarbeitern aus dem Kreisgebiet gab es weiterhin nicht.
Am 5. Oktober 2021 fielen die Einschränkungen wegen der Pandemie. „Nun, da wieder wesentlich mehr Veranstaltungen möglich sind, das öffentliche Leben zunehmend in Gang kommt und das neue ‚Normal‘ auch abzubilden ist, passen wir uns diesen Bedingungen abermals für Sie an. Seit gestern arbeiten die Teams der Lokalredaktionen Bremerhaven und Landkreis wieder in bisheriger Besetzung.“ Nun besteht der Landkreisteil aus sechs Seiten, die auch wieder Berichte der freien Mitarbeiter enthalten, der Stadtteil aus sieben Seiten. Sport und Wirtschaft umfassen acht Seiten.

## Auflage
Die Nordsee-Zeitung hat wie die meisten deutschen Tageszeitungen in den vergangenen Jahren an Auflage eingebüßt. Die verkaufte Auflage ist in den vergangenen 10 Jahren um durchschnittlich 5,7 % pro Jahr gesunken. Im vergangenen Jahr hat sie um 6,8 % abgenommen. Sie beträgt gegenwärtig 31.559 Exemplare. Der Anteil der Abonnements an der verkauften Auflage liegt bei 95,9 Prozent.
| 1998  | 1999  | 2000  | 2001  | 2002  | 2003  | 2004  | 2005  | 2006  | 2007  | 2008  | 2009  | 2010  | 2011  | 2012  | 2013  | 2014  | 2015  | 2016  | 2017  | 2018  | 2019  | 2020  | 2021  | 2022  | 2023  | 2024  |
| ----- | ----- | ----- | ----- | ----- | ----- | ----- | ----- | ----- | ----- | ----- | ----- | ----- | ----- | ----- | ----- | ----- | ----- | ----- | ----- | ----- | ----- | ----- | ----- | ----- | ----- | ----- |
| 75162 | 74441 | 73356 | 72744 | 71703 | 69874 | 68212 | 67416 | 66163 | 64898 | 64161 | 62979 | 61477 | 59866 | 58016 | 58611 | 56878 | 55076 | 53913 | 52287 | 50024 | 47725 | 46892 | 44112 | 36943 | 33879 | 31559 |

## Redaktionsgemeinschaft Nordsee
Das Pressehaus der Nordsee-Zeitung in der Leher Hafenstraße beherbergt außer der Redaktion der NZ auch die „Redaktionsgemeinschaft Nordsee“, welche für sechs weitere Lokalzeitungen des Elbe-Weser-Dreiecks die Mantelseiten produziert, nämlich: Bremervörder Zeitung (Bremervörde), Cuxhavener Nachrichten (Cuxhaven), Kreiszeitung Wesermarsch (Nordenham), Niederelbe-Zeitung (Otterndorf), Stader Tageblatt (Stade) und Zevener Zeitung (Zeven).
Tochter- oder Schwesterblätter der Nordsee-Zeitung sind die Zevener Zeitung sowie die Kreiszeitung Wesermarsch (Nordenham). Sie werden als Kopfblätter im Druckzentrum Nordsee produziert, das im Lohndruck weitere Zeitungstitel herstellt.

## Pressewesen in Bremerhaven
Der NZ-Verlag und zahlreiche andere Unternehmen sind im Besitz der Familie Ditzen-Blanke, die den Medienmarkt der Seestadt Bremerhaven de facto monopolistisch beherrscht. Es gab nur wenige andere Anbieter. Eine etwa sechs Monate lang erschienene Bremerhaven-Ausgabe der Cuxhavener Wochenzeitung „Elbe-Weser aktuell“ wurde im Jahr 2000 wieder eingestellt, nachdem die Nordsee-Zeitung dieser mit dem „Bremerhavener Kurier“ ein eigenes Blatt entgegenstellte und sich beide Verlage einigten, die Ausgaben zeitgleich aufzugeben. Am 23. Juli 2008 erschien zum ersten Mal das Havenblatt von einem unabhängigen Verleger. Nach elf Ausgaben endete die Herausgabe.

## Druckzentrum Nordsee

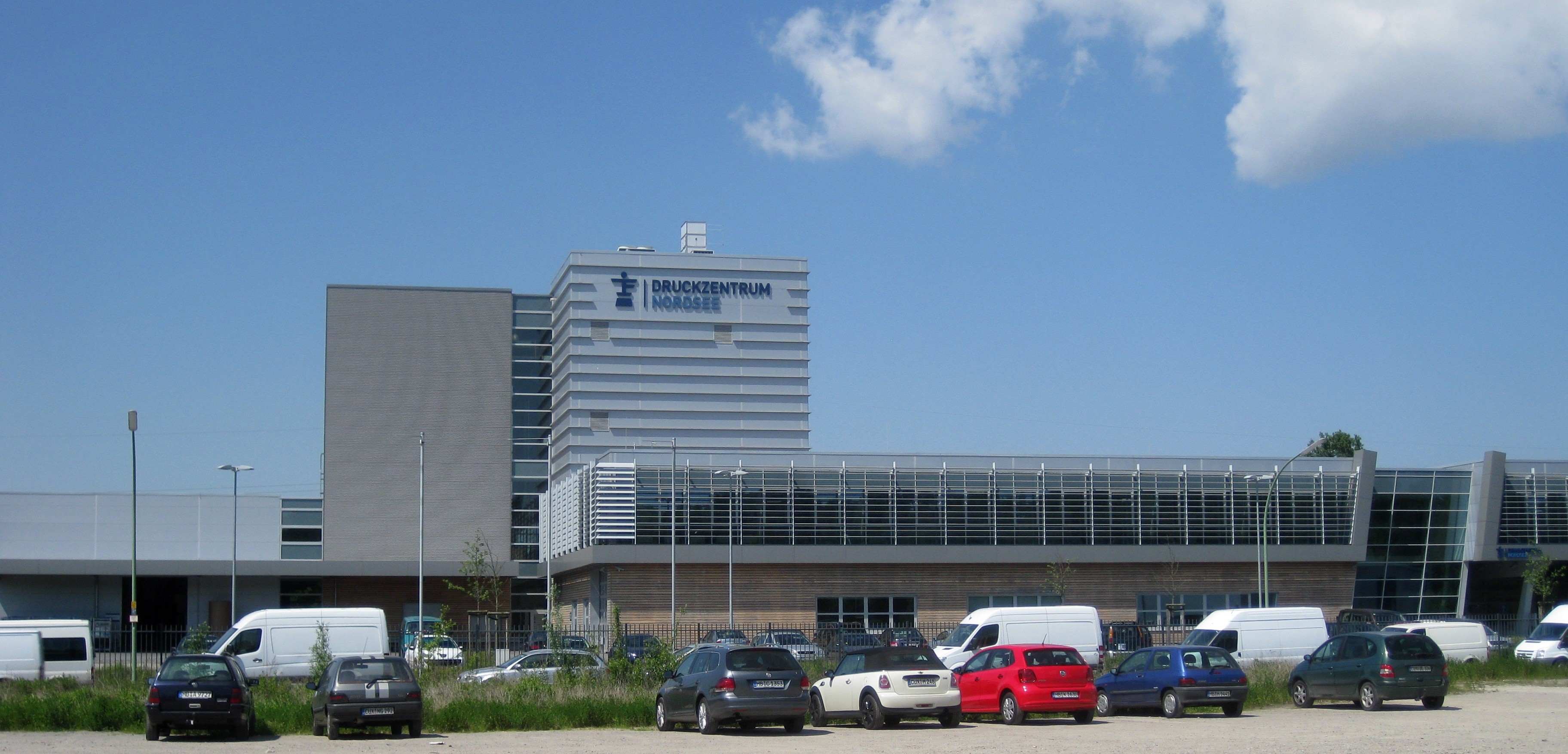
Im Druckzentrum Nordsee, Bremerhaven, Am Grollhamm, wird die Nordsee-Zeitung gedruckt.

Das Druckzentrum Nordsee, Am Grollhamm, neben der Autobahnabfahrt Geestemünde der A 27 ermöglicht seit der Inbetriebnahme am 23. September 2008 einen durchgehend vierfarbigen Zeitungsdruck.
Hier werden jede Nacht etwa 100.000 Zeitungen gedruckt. Die Cuxhavener Nachrichten entstehen als erste Ausgabe. Als letztes Blatt verlässt die Nordsee-Zeitung die Rotation – so kann sie bei Bedarf noch bis Mitternacht aktualisiert werden.
Auch das vom Verlag der Nordsee-Zeitung unabhängige Sonntagsjournal der Nordsee-Zeitung („Anzeigenblatt für Bremerhaven und umgebenden Landkreis“) wird im Druckzentrum Nordsee hergestellt.
Zu Beginn des Betriebes dieser Druckerei war die Versorgung in weiten Teilen des Landkreises Cuxhaven zunächst gestört: Der Cuxhavener Kreisanzeiger lag dem Blatt oft nicht oder in falscher Anzahl bei. Auch in der Stadt Bremerhaven wurden die Zeitungen manchmal erst gegen Mittag ausgeliefert. Die „Startschwierigkeiten im Druckzentrum Nordsee“ lägen daran, dass die Querfalzanlage die Papierbahnen zerfetzte, die Daten nicht in der Maschine ankamen, die die Druckplatten herstellt oder im Plattenbelichter „Blechschaden angerichtet“ würde, teilte die Zeitung mit. Die Belichter für die Druckplatten (von der Firma Krause-Biagosch GmbH) „sind die weltweit ersten Geräte dieser Art im täglichen Einsatz“.

## Regionalseiten
In der Nordsee-Zeitung gibt es täglich einen Bremerhaven-Teil und einen Landkreis-Teil. Im Landkreis Cuxhaven wurde auch schon immer täglich der Cuxhavener Kreisanzeiger als Teil der Zeitung vertrieben. In der Vergangenheit gab es jeweils donnerstags für die Abonnenten im Wechsel alle vierzehn Tage im nördlichen Kreis Cuxhaven den Nord-Cux und im südlichen Kreis den Süd-Cux. Seit dem 17. März 2009 wird der Cuxhavener Kreisanzeiger täglich in vier Versionen herausgegeben: Ausgabe Nord, Ausgabe Mitte, Ausgabe Süd und Ausgabe Bremerhaven. Die erste Kreisanzeigerseite ist für die vier Ausgaben gleich – mit wichtigen Themen aus dem ganzen Kreis. Auf den folgenden drei Seiten berichten sechs halbe Seite an immer gleicher Stelle aus den Gemeinden/Samtgemeinden Langen, Land Wursten, Bederkesa, Land Hadeln, Nordholz, Cuxhaven (Stadt), Schiffdorf, Loxstedt, Beverstedt, Hagen, Kreis Osterholz und Kreis Bremervörde. Die Abonnenten erhalten jeweils die Nachrichten ihrer Region und der Nachbarregionen.
Diese Diversifizierung wird möglich durch die Technik des Druckzentrums Nordsee. In der neuen Druckmaschine können die Druckplatten für die nächste Ausgabe sehr schnell automatisch ausgetauscht werden. Damit ist es möglich, den Anzeigenkunden die Inserierung für eine einzelne Region anzubieten. Auf den übernommenen Seiten in den anderen Regionen sind anstelle der Inserate Bilder oder andere Artikel zu finden. Die Bremerhavener Abonnenten, die bisher keinen Kreisanzeiger erhielten, bekommen jetzt auch den Kreisanzeiger (Ausgabe Bremerhaven), der vor allem die Meldungen aus der Kreisanzeiger-Ausgabe Mitte enthält. Die Regionalseiten des Süd-CUX und des Nord-CUX werden nicht mehr produziert.
Anfang Oktober 2009 wurden die Regionalseiten noch einmal umgestaltet: Im Landkreisteil wird nur noch die erste Seite überregional produziert. Die übrigen vier Landkreisseiten werden regional für die Samt-/Einheitsgemeinden gestaltet. Ein Jahr später schrieb die Redaktion: „Kritik gab es daran, nicht mehr aus allen Gemeinden des Altkreises Wesermünde informiert zu werden.“ Deshalb wurden die Regionalseiten erneut angepasst; denn „Optimierung ist ein Prozess, der nie endet.“
Seiten des Landkreisteils vom 2. Oktober 2010 bis 8. April 2013:
(jeweils Landkreis Cuxhaven auf S. 1, Landkreis Cuxhaven mit Berichten aus den Gemeinden, die in der jeweiligen Ausgabe keine eigene Seite haben auf S. 2)

Stadtausgabe: Langen, Land Wursten, Schiffdorf, Loxstedt;

Nordausgabe: Langen, Nordholz, Land Wursten, Bederkesa;

Ausgabe Mitte: Bederkesa, Langen, Schiffdorf, Beverstedt sowie

Südausgabe: Schiffdorf, Beverstedt, Loxstedt, Hagen.
Einheitlicher Landkreis-Teil ab 9. April 2013:
Im April 2013 wurde die Aufteilung der Zeitung in vier Ausgaben aufgegeben. „Jetzt gibt es den kompletten Landkreis-Teil in einer Ausgabe – egal, ob als Abo oder im Einzelhandel.“ Die Zeitung berichtet seitdem auf acht Seiten aus dem Landkreis. Die erste dieser Seiten berichtet über „Themen aus dem Cuxland, die alle betreffen“. Die weiteren sieben Seiten berichten aus acht (Samt-)Gemeinden – jeden Tag werden also zwei Gemeinden auf einer Seite zusammengefasst. Täglich entscheidet die Redaktion, welche Gemeinden das sind.
In dieser neuen Aufmachung erhält auch der Kunde im Kiosk-Verkauf überall im Landkreis dieselbe Ausgabe. Vor der Neukonzeption wurde – egal in welchem Ort des Verbreitungsgebietes – am Kiosk immer die Stadtausgabe verkauft. Dasselbe traf auf Reisenachsendungen zu. Auch hierbei wird ab April 2013 dieselbe Zeitung verschickt, wie der Leser sie am Heimatort zu lesen bekommen hätte. Der ehemalige Chefredakteur Jost Lübben betonte, dass durch diese Anpassung die Printausgabe gegenüber dem Internet sich auf seine Stärke besinne und „über das Leben in den Gemeinden und Stadtteilen informiert. Hier sind wir zu Hause und kennen uns aus.“ Deshalb setze die Nordsee-Zeitung noch mehr auf die lokale Berichterstattung.